# OL Le musée
OL Le musée, également appelémusée de l'OL ou musée de l'Olympique lyonnais, est un musée du sport dont les collections sont relatives aux équipes de football de l'Olympique lyonnais. Inauguré en mai 2018, il se situe dans l'enceinte du Parc Olympique lyonnais.
Un supporter, Stéphane Benas, en est le premier conservateur en chef en 2018. Il a été recruté par Jean-Michel Aulas via Twitter .

## Présentation

### Lieu
Le musée est installé dans l'enceinte du parc Olympique lyonnais, côté virage nord, dans le même bâtiment que la boutique OL Store, encadré par les rampes d'accès menant au niveau des entrées des tribunes. Il occupe une superficie de 1 300 m2, sur deux niveaux.

### Contexte de la création
L'idée de créer un musée retraçant l'histoire du club rhodanien remonte à 2016 quand Stéphane Bénas, supporter de l'OL et administrateur d'un compte Twitter créé en 2013 retraçant l'histoire du club est contacté par Jean-Michel Aulas qui lui fait part de son projet ; Stéphane Bénas est depuis devenu le directeur du musée.
OL Le musée voit le jour cinq ans après le premier musée français du genre, qui est aussi celui du voisin et rival stéphanois, le musée des Verts,. Initialement annoncée pour 2017, l'ouverture est repoussée en 2018 afin que le club puisse se constituer une importante collection d'objets liés à l'histoire du club.

### Coût
Le coût total de création du musée s'élèverait à 6 millions d'euros.

### Collections
Les collections retracent l'histoire du club de 1950 à nos jours, en particulier celles de ses équipes premières masculine et féminine.
Une des pièces maîtresse du musée est la fresque constituée des licences, ou de leurs répliques, des joueurs ayant joué au moins une minute sous le maillot lyonnais, au nombre de 522 à l'inauguration du musée.
Une réplique de la pendule qui fut installée au stade de Gerland au sommet du virage nord jusqu'à la fin des années 1990 est présente, tout comme la stèle à la mémoire du sportif et résistant lyonnais  Tola Vologe, fusillé par les Allemands en mai 1944 dont le nom a été porté par l'ancien centre d'entraînement du club. Un hommage à l'ancien gardien Luc Borrelli, tragiquement décédé en 1999, est aussi présent.
Le musée présente aussi des objets prêtés, comme le premier ballon d'or féminin d'Ada Hegerberg depuis fin 2018.
Le musée accorde une place importante à l'équipe féminine et à son important palmarès. Il n'oublie pas non plus l'avenir, des espaces sont laissés vides en ce sens.

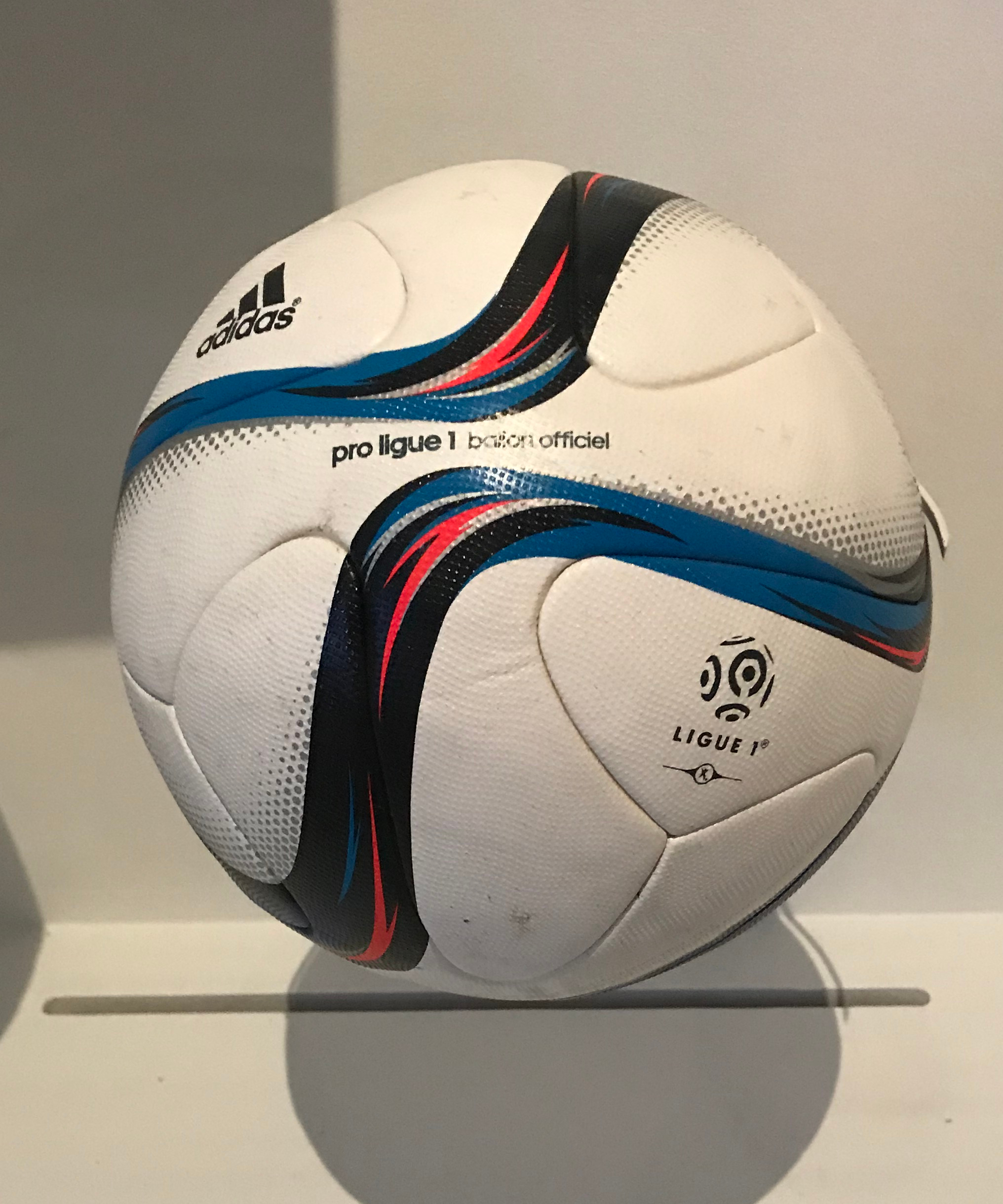
Ballon du dernier derby au Stade de Gerland (8 novembre 2015).
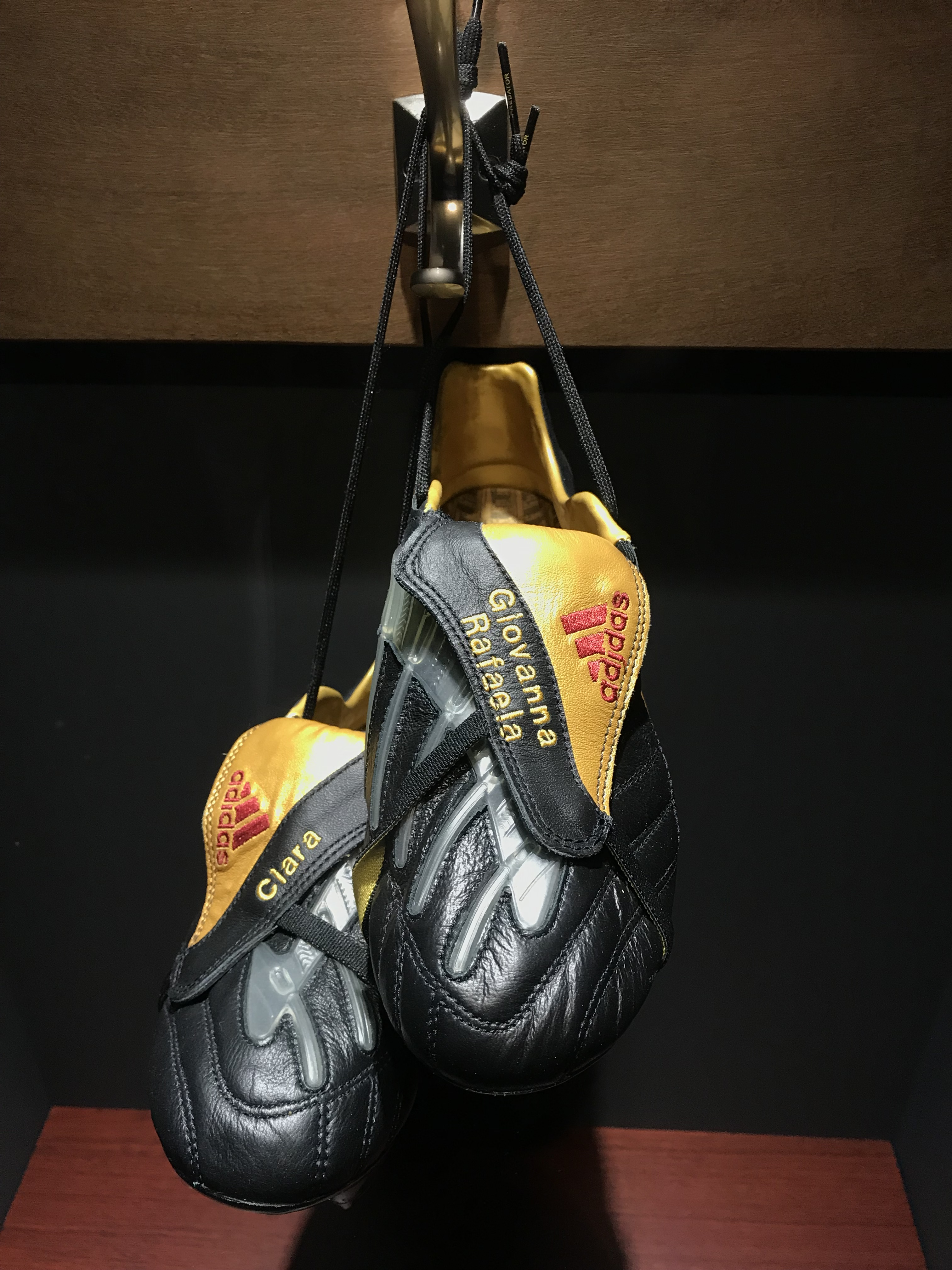
Chaussures de Juninho.
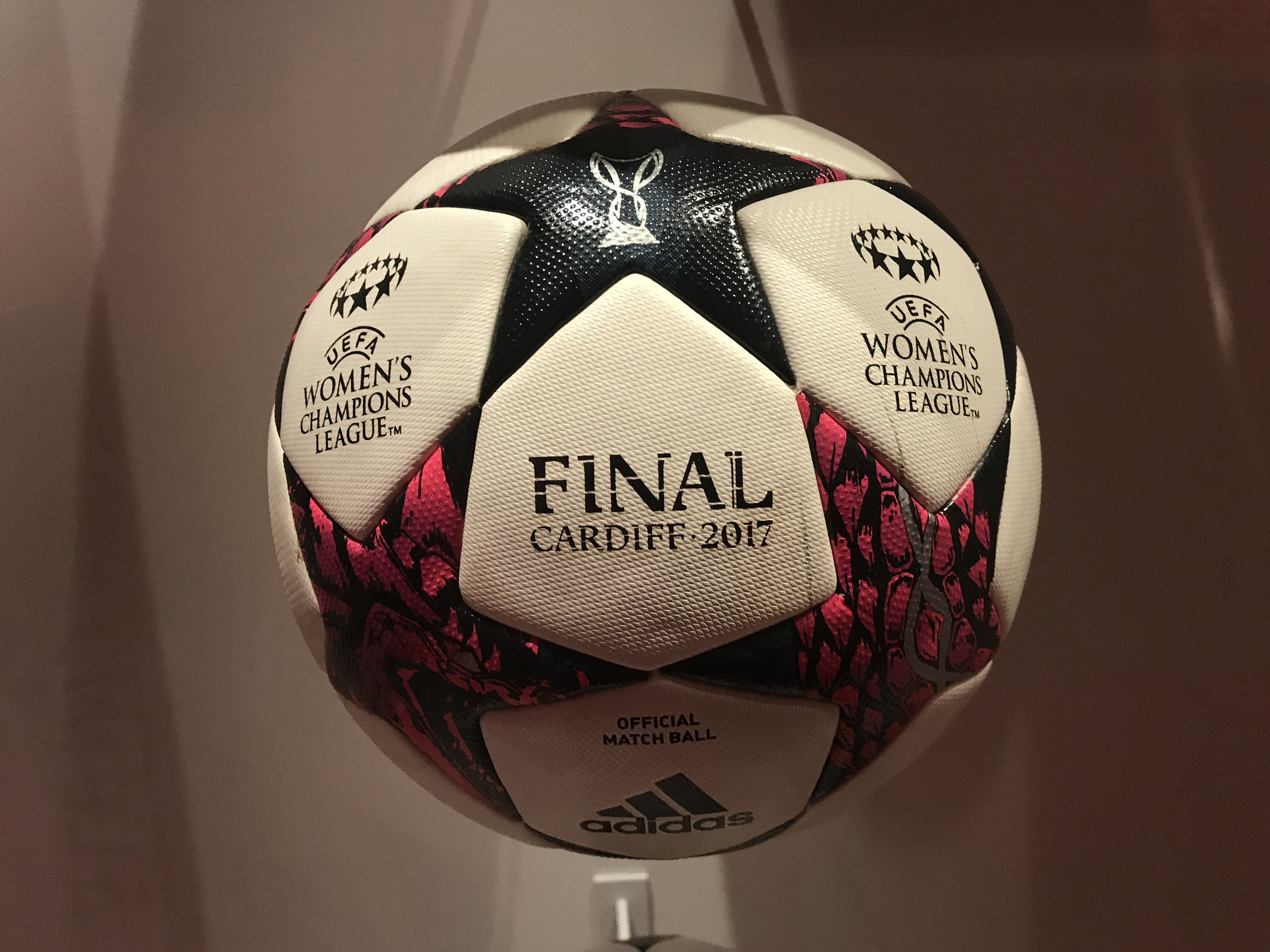
Ballon de la finale de la Ligue des champions féminine de l'UEFA 2016-2017.
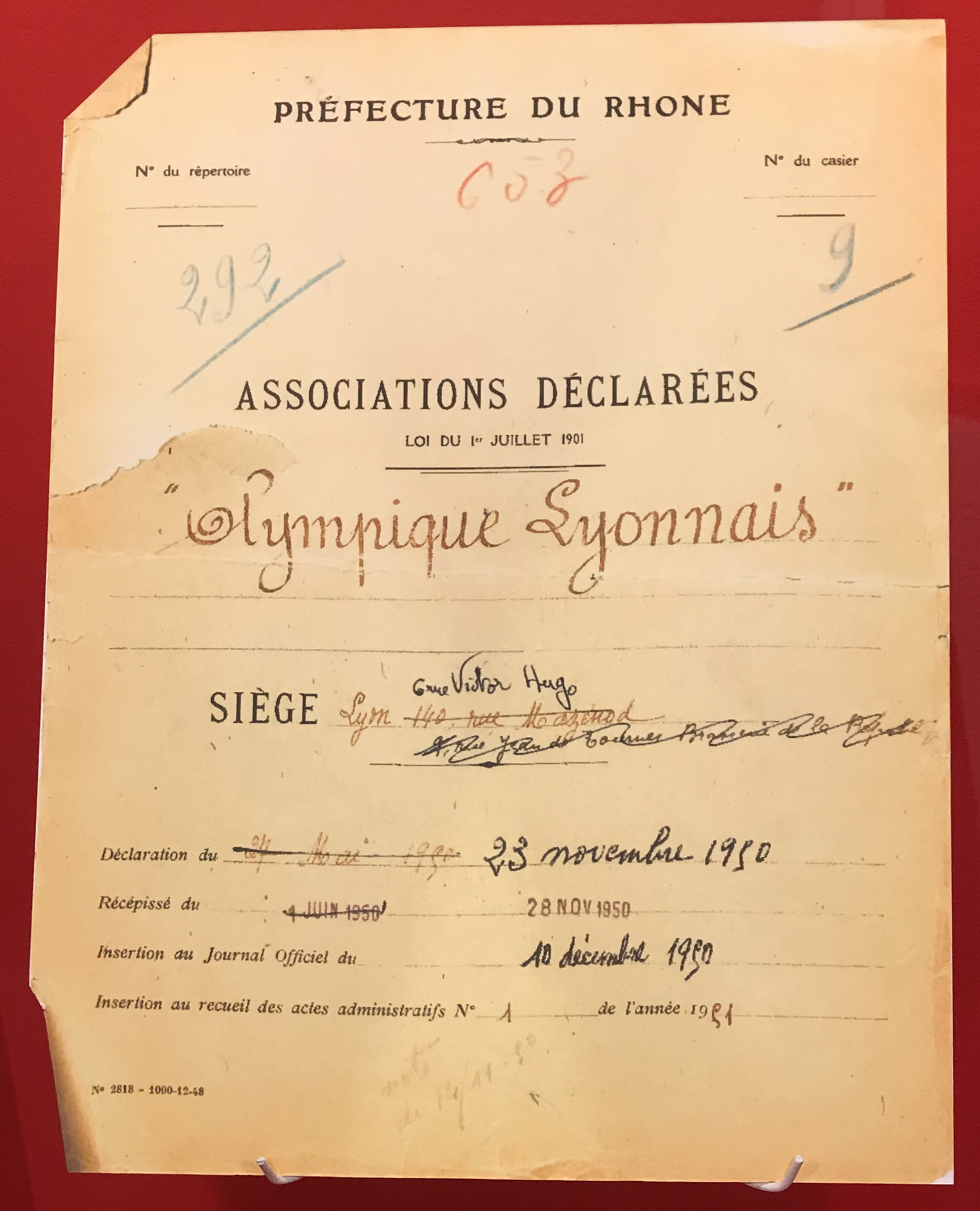
Dossier de déclaration en préfecture de l'association OL le 23 novembre 1950.